# Japanische Badmintonmeisterschaft 1984
Die Japanische Badmintonmeisterschaft 1984 fand vom 11. bis zum 16. Dezember 1984 in Tokio statt. Es war die 38. Austragung der nationalen Titelkämpfe im Badminton in Japan. 

## Titelträger
| Disziplin    | Sieger                           |
| ------------ | -------------------------------- |
| Herreneinzel | Kinji Zeniya                     |
| Dameneinzel  | Sumiko Kitada                    |
| Herrendoppel | Shōkichi Miyamori Tetsuaki Inoue |
| Damendoppel  | Atsuko Tokuda Yoshiko Yonekura   |
| Mixed        | Kyōji Kushi Kimiko Jinnai        |